# Dragon de bronze (wushu)
Dragon de bronze (青龙 / 青龍, qīnglóng) est un titre supérieur qui peut être obtenu dans le cadre du système Wei Duan (instauré en 1998). Il va toujours de pair avec le 7e duan. 
« À ce niveau, le candidat doit avoir apporté une contribution majeure au Wushu / Tai Chi sur le plan international, tout en ayant un caractère exceptionnel. La personne récompensée par un tel Duan est officiellement autorisée à s'appeler Grand Maître »

## Quelques récipiendaires du titre
- Zhang Dongwu (张东武)